# Горчинский, Адам
Адам Горчинский (пол. Adam Gorczyński; 1805—1876) — польский художник, беллетрист и драматург.

## Биография
Адам Горчинский родился в 1805 году в городе Тарнуве.

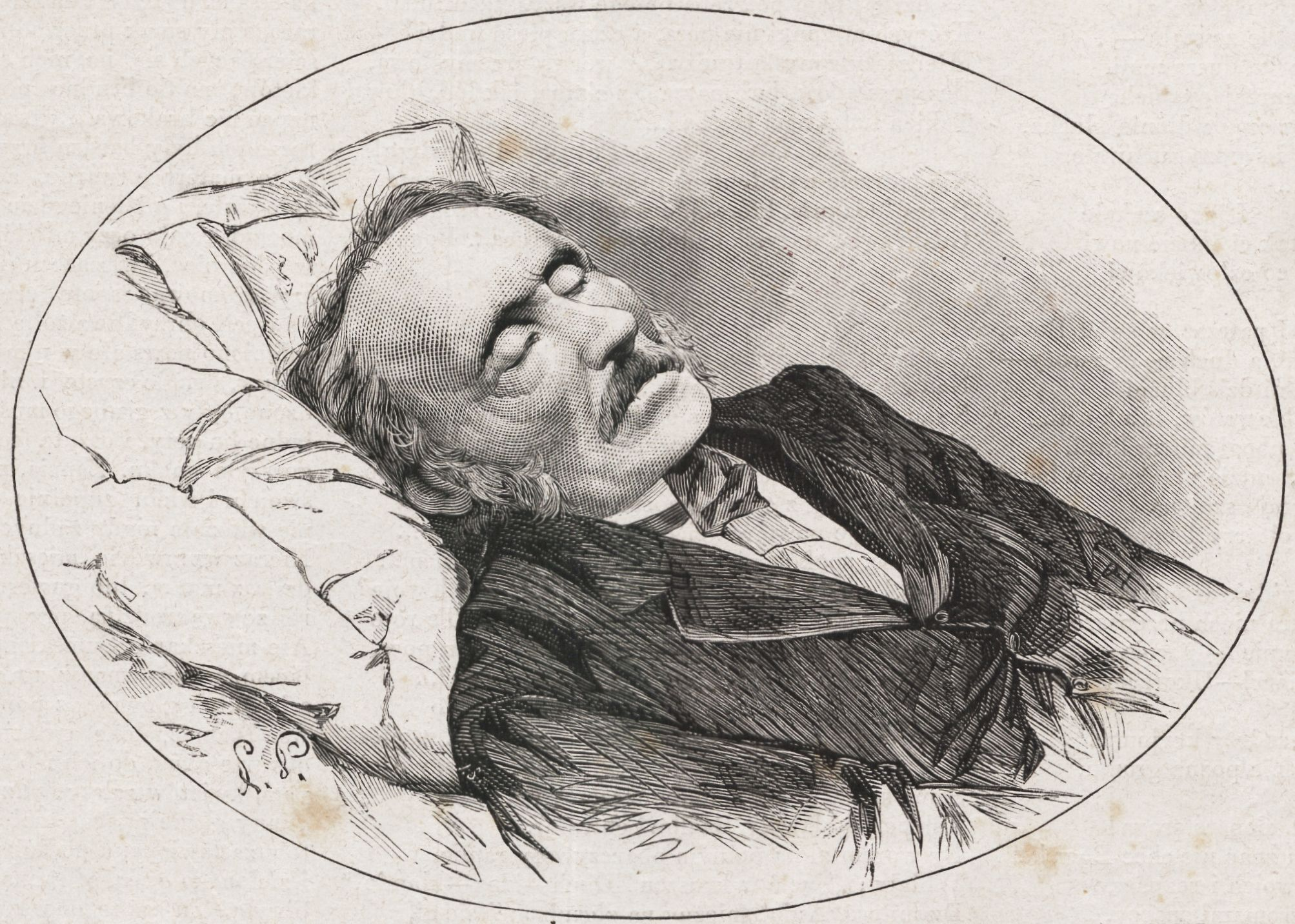
Посмертный рисунок

Первые повести Горчинского, опубликованные под псевдонимом Jadam z Zatora и изданные в Кракове в 1838 году были основаны на исторических мотивах и местных преданиях и в свое время обратили на себя внимание литературного мира
. За ними последовали «Powieści Jadama» (1839), «i Opowieści i legendy Jadama z ziemi zatorskiej» (1842) и одна из лучших его работ — «Farmaron» (1844). Также его перу принадлежит сборник повестей «Silva rerum» и несколько драматических произведений.
Как выпускник Краковского университета изящных искусств оставил серию картин, изображающих пейзажи этого региона.
С 1848 года стал одним из редакторов печатного издания «Tygodnik Wiejski».
Адам Горчинский умер 24 мая 1876 года.